# Kieler Tiergehege

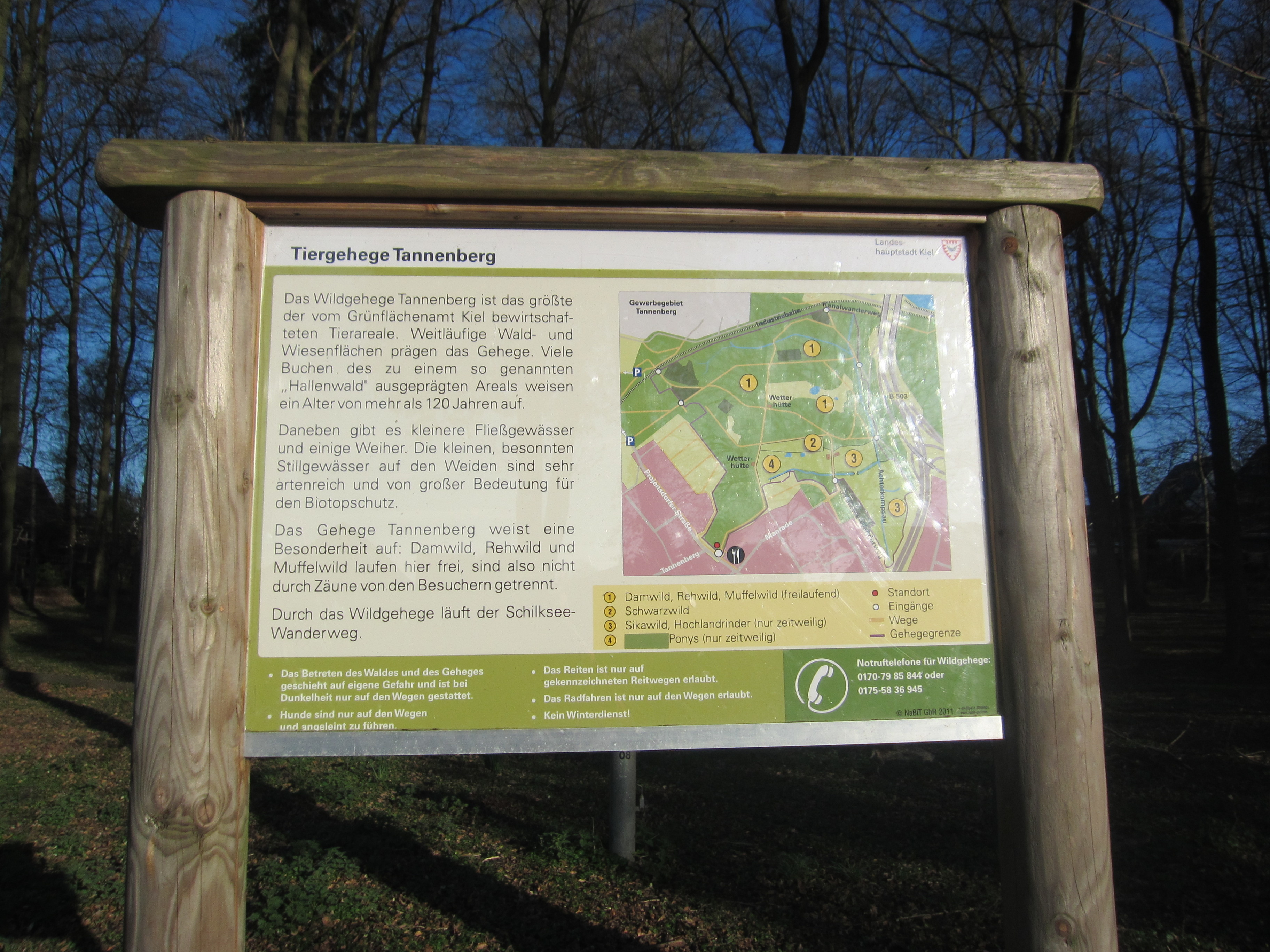
Informationsschild im Tiergehege Tannenberg

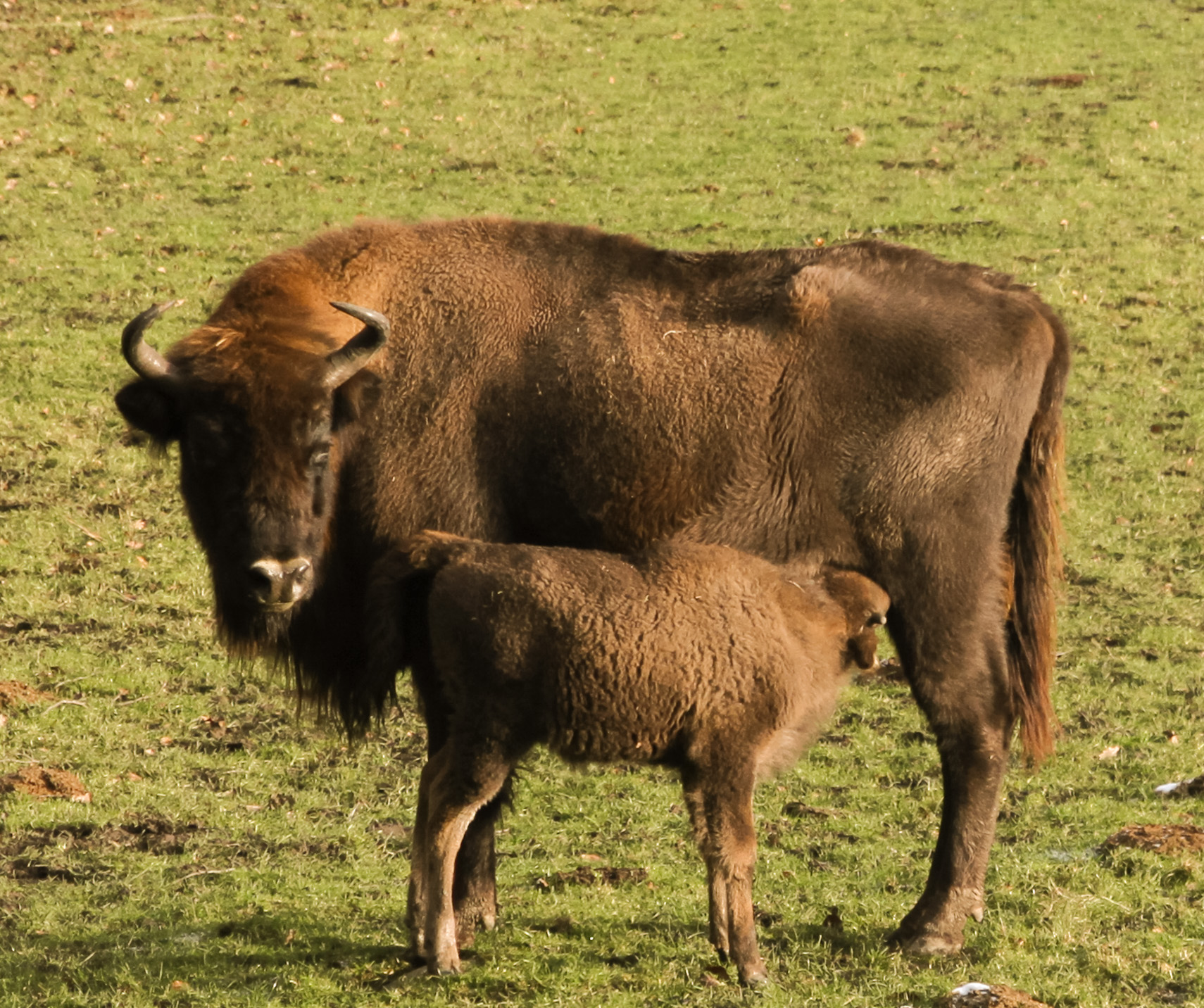
Wisente im Tiergehege Hasseldieksdamm

Die fünf Kieler Tiergehege (Stand: 2021) wurden in der zweiten Hälfte des 20. Jahrhunderts in verschiedenen Stadtteilen errichtet. Verwaltungsmäßig zuständig für die Gehege ist das Kieler Grünflächenamt. Mehr als 200 Wild- und Haustiere leben in den Tiergehegen. Tafeln vermitteln in den Gehegen Informationen über die Tiere. Nicht in allen Tiergehegen sind dieselben Arten ansässig. Bei den Gehegen handelt es sich um Naherholungsgebiete. Die Kieler Tiergehege können ganzjährig unentgeltlich besucht werden. Sie sind unterschiedlich groß. Ungefähr 150.000 Besucher weisen die Gehege jährlich auf. Angeboten werden von den Tiergehegen Führungen für Kindergärten und Schulen.

## Tiergehege
Neben dem Tiergehege Hammer existieren die Tiergehege Hasseldieksdamm, Suchsdorf, Tannenberg und Uhlenkrog.

### Tiergehege Hammer
Das Tiergehege Hammer im Stadtteil Russee ist 15,2 Hektar groß. Im Gehege leben Damhirsche, Rothirsche, Muffelwild, Graue Heidschnucken, Dexter-Rinder und Zwergziegen. Insekten, beispielsweise Ameisen, ergänzen die Artenvielfalt.

### Tiergehege Hasseldieksdamm
12,7 Hektar groß ist das Gehege im Stadtteil Hasseldieksdamm. Ansässig sind dort Heidschnucken, Sikawild, Heckrinder, Bisons und Wisente.

### Tiergehege Suchsdorf
In der Nähe des Nord-Ostsee-Kanals liegt das 3,6 Hektar große Tiergehege im Stadtteil Suchsdorf. Muffelwild ist in Suchsdorf ebenso zu betrachten wie Damhirsche und Schottische Hochlandrinder.

### Tiergehege Tannenberg
Mit einer Größe von 40 Hektar ist das Tiergehege Tannenberg im Stadtteil Wik das flächenmäßig größte der fünf Kieler Gehege. Anzuschauen sind dort Damwild, Muffelwild, Wildschweine, Sikawild und Damaraziegen.

### Tiergehege Uhlenkrog
In Hassee befindet sich das kleinste, 2,7 Hektar große, Tiergehege Kiels. Im Gehege leben Soayschafe und weißes Damwild.